# 1970-es síkvízi kajak-kenu világbajnokság
Az 1970-es síkvízi kajak-kenu világbajnokságot a dániai Koppenhágában rendezték 1970-ben. Ez a nyolcadik kajak-kenu világbajnokság volt. A magyar csapat az éremtáblázaton a harmadik helyezést érte el összesítésben.

## Éremtáblázat
*   Rendező
  *   Magyarország
| Helyezés | Ország        | Arany | Ezüst | Bronz | Összesen |
| -------- | ------------- | ----- | ----- | ----- | -------- |
| 1.       | Szovjetunió   | 8     | 2     | 1     | 11       |
| 2.       | Románia       | 2     | 3     | 1     | 6        |
| 3.       | Magyarország  | 2     | 2     | 3     | 7        |
| 4.       | Svédország    | 1     | 2     | 2     | 5        |
| 5.       | NSZK          | 1     | 1     | 1     | 3        |
| 6.       | Ausztria      | 1     | 0     | 1     | 2        |
| 7.       | Norvégia      | 1     | 0     | 0     | 1        |
| 8.       | NDK           | 0     | 2     | 3     | 5        |
| 9.       | Lengyelország | 0     | 2     | 1     | 3        |
| 10.      | Dánia         | 0     | 1     | 0     | 1        |
| 10.      | Hollandia     | 0     | 1     | 0     | 1        |
| 12.      | Belgium       | 0     | 0     | 1     | 1        |
| 12.      | Bulgária      | 0     | 0     | 1     | 1        |
| 12.      | Csehszlovákia | 0     | 0     | 1     | 1        |
| Összesen | Összesen      | 16    | 16    | 16    | 48       |

## Eredmények

### Férfiak

#### Kenu
| Versenyszám | Arany                                        | Arany    | Ezüst                                             | Ezüst    | Bronz                                       | Bronz    |
| ----------- | -------------------------------------------- | -------- | ------------------------------------------------- | -------- | ------------------------------------------- | -------- |
| C1 1000 m   | Tatai Tibor · Magyarország                   | 4:05,75  | Jerzy Opara · Lengyelország                       | 4:10,12  | Jiří Čtvrtečka · Csehszlovákia              | 4:10,21  |
| C1 10 000 m | Wichmann Tamás · Magyarország                | 50:03,17 | Afansie Butelchin · Románia                       | 50:09,19 | Nyikolaj Fedulov · Szovjetunió              | 50:40,70 |
| C2 1000 m   | Ivan Patzaichin · Serghei Covaliov · Románia | 3:42,12  | Wichmann Tamás · Petrikovics Gyula · Magyarország | 3:44,01  | Borisz Lubenov · Szacsko Iliev · Bulgária   | 3:44,61  |
| C2 10 000 m | Petre Maxim · Gheorghe Simionov · Románia    | 45:30,72 | Valerij Dribasz · Andrej Csimis · Szovjetunió     | 45:51,03 | Bernt Lindelöf · Erik Zeidlitz · Svédország | 45:52,35 |

### Nők

#### Kajak
| Versenyszám | Arany                                                                                  | Arany   | Ezüst                                                                           | Ezüst   | Bronz                                                                       | Bronz   |
| ----------- | -------------------------------------------------------------------------------------- | ------- | ------------------------------------------------------------------------------- | ------- | --------------------------------------------------------------------------- | ------- |
| K1 500 m    | Ljudmila Pinajeva · Szovjetunió                                                        | 2:03,71 | Mieka Jaapies · Hollandia                                                       | 2:04,08 | Petra Setzkorn · NDK                                                        | 2:04,60 |
| K2 500 m    | Roswitha Esser · Annemarie Zimmermann · NSZK                                           | 1:47,30 | Ljudmila Bezrukova · Tamara Simanszkaja · Szovjetunió                           | 1:47,89 | Petra Setzkorn · Petra Grabowski · NDK                                      | 1:48,30 |
| K4 500 m    | Ljudmila Bezrukova · Tamara Simanszkaja · Natalja Bojko · Nyinyel Vakula · Szovjetunió | 1:40,52 | Petra Setzkorn · Petra Grabowski · Ingeborg Loesch · Anita Nüssner-Kobuss · NDK | 1:40,73 | Roswitha Esser · Irene Pepinghege · Roswitha Spohr · Monika Bergmann · NSZK | 1:41,14 |

## A magyar csapat
Az 1970-es magyar vb keret tagjai:
| férfiak kajak | férfiak kajak                                            | férfiak kajak      |
| ------------- | -------------------------------------------------------- | ------------------ |
| K1 500 m      | Svidró József                                            | 4.                 |
| K2 500 m      | Cseh Ferenc Hazsik Endre                                 | nem jutott döntőbe |
| K1 1000 m     | Várhelyi Péter                                           | 6.                 |
| K2 1000 m     | Giczy Csaba Timár István                                 | 5.                 |
| K4 1000 m     | Szabó István Várhelyi Péter Giczy Csaba Timár István     | Bronzérem          |
| K1 10 000 m   | Völgyi Péter                                             | Bronzérem          |
| K2 10 000 m   | Szöllősi Imre Nagy Vilmos                                | Ezüstérem          |
| K4 10 000 m   | Czink György Mészáros György Ürögi László Pelikán László | 4.                 |
| K1 4 × 500 m  | Csapó Géza Csizmadia István Hesz Mihály Svidró József    | Bronzérem          |

| férfi kenu  | férfi kenu                       | férfi kenu |
| ----------- | -------------------------------- | ---------- |
| C1 1000 m   | Tatai Tibor                      | Aranyérem  |
| C2 1000 m   | Wichmann Tamás Petrikovics Gyula | Ezüstérem  |
| C1 10 000 m | Wichmann Tamás                   | Aranyérem  |
| C2 10 000 m | Hingl László Cserha István       | 4.         |

| nők      | nők                                                      | nők |
| -------- | -------------------------------------------------------- | --- |
| K1 500 m | Pfeffer Anna                                             | 4.  |
| K2 500 m | Pfeffer Anna Hollósy Katalin                             | 4.  |
| K4 500 m | Tőzsér Ilona Rozsnyói Katalin Mózes Anna Hollósi Katalin | 4.  |